# Alliance for Progressives
De Alliance for Progressives (Nederlands: Alliantie voor Progressieven, afk.: AP) is een politieke partij in Botswana die in 2017 ontstond als afsplitsing van de Botswana Movement for Democracy (BMD).
De partij werd op 28 oktober 2017 opgericht door Ndaba Gaolathe, voor zijn royement in juli 2017 voorzitter van de BMD en tevens parlementslid. Gaolathe en nam zijn zetel in de Nationale Vergadering mee, zo ook zes andere voormalige BMD-parlementariërs die Gaolathe waren gevolgd. Bij de algemene verkiezingen van 2019 verloor zes van de zeven zetels in het parlement. De enige vertegenwoordiger van de AP in de Nationale Vergadering is Wynter Mmolotsi, die namens het kiesdistrict Francistown South de AP vertegenwoordigd. 
De AP ziet zichzelf als een progressieve partij.

## Verkiezingsresultaten
| Verkiezingsresultaten | Verkiezingsresultaten | Verkiezingsresultaten |
| Jaar                  | Zetels                | %                     |
| --------------------- | --------------------- | --------------------- |
| 2019                  | 1 / 65                | 5 / 100               |